# Красные братья
Красные братья (болг. Червени братя) — леворадикальная террористическая организация анархистской направленности, действовавшая на территории Османской Империи и Болгарии в период между младотурецкой революцией и вступлением Болгарии в Первую мировую войну. Руководство организации поддерживало контакты с турецкими спецслужбами.

## История
Организация была основана в июле 1908 года, вскоре после младотурецкой революции, членами левого крыла ВМОРО Владимиром Попнайденовым, Иваном Икилюлевым, Миланом Манолевым, Владом Чолаковым и Панчо Йосифовым.
В скором времени к «Красным братьям» присоединился болгарский революционер Георгий Парталев. Он обеспечивал связь между анархистами и турецкой тайной полицией.
В 1912 году члены организации готовили убийство российского императора Николая II и болгарского царя Фердинанда I. Заговорщики собирались взорвать Собор Александра Невского в Софии во время его посещения двумя монархами. Однако, визит Николая II был отменен и покушение сорвалось.
В феврале 1915 года по заданию министра внутренних дел Османской Империи Талаат-паши «Красные братья» устроили теракт в городском казино Софии, жертвами которого стали 4 человека. Целью акции было втянуть Болгарию в мировую войну на стороне Германии.
После данной акции прошли аресты членов организации «Красные братья», и организация де-факто перестала существовать.

## Влияние на дальнейшие события
Подрыв Собора Святой Недели 16 апреля 1925 года был осуществлен под влиянием неореализованной попытки взорвать русского императора Николая II и болгарского царя Фердинанда I в Соборе Александра Невского в 1912 году..